# La Oración en el huerto (Giulio Cesare Procaccini)
La Oración en el huerto es una pintura al óleo sobre lienzo, datada entre 1616 y 1620, realizada en Milán por el artista italiano Giulio Cesare Procaccini, que forma parte desde 2013 de la colección del Museo del Prado.

## Historia

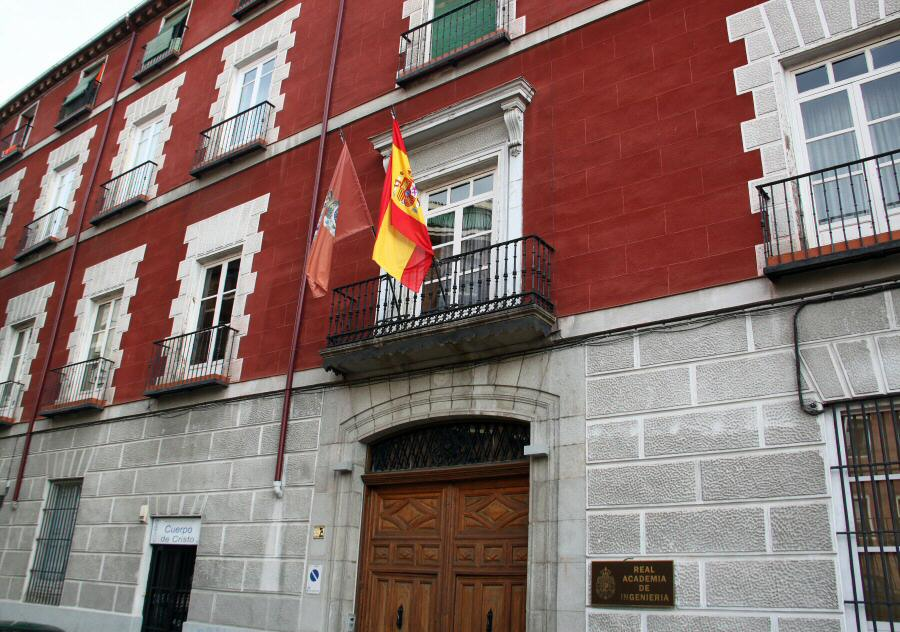
Palacio de los marqueses de Villafranca del Bierzo, en la calle Don Pedro, de Madrid. En su solar estaba el palacio en el que el V marqués conservaba el ciclo al que presumiblemente pertenece la obra.

Pedro de Toledo Osorio y Colonna, V marqués de Villafranca del Bierzo, gobernador del Milanesado entre septiembre de 1615 y febrero de 1618, encargó al pintor una amplia serie de obras sobre la vida de Cristo. En una carta, fechada el 31 de enero de 1616, Fabio II Visconti Borromeo informaba a Giovan Carlo Doria de que había visitado el taller de Giulio Cesare Procaccini y de que «da questo Signor Governatore ha avuto carico di pingere in quadri grandi la vitta di Nostro Signore», por lo que el encargo debió efectuarse a finales de 1615 o principios de 1616.
A esta serie pertenecen con seguridad dos pinturas: La Transfiguración (iglesia de Whitehaven, Reino Unido) y Cristo camino del Calvario (vendido en Christie's Londres en 2015). Por las destacadas similitudes estilísticas, e idénticas dimensiones que las mencionadas, se considera altamente probable la pertenencia a esta misma serie de otras seis obras: El Bautismo de Cristo (Slovenská národná galéria, Bratislava), El Prendimiento de Cristo (colección particular, en depósito en el Worcester Art Museum), La Flagelación (Boston Museum of Fine Arts), La Coronación de espinas (Graves Art Gallery, Sheffield), La Erección de la Cruz (Scottish National Gallery), y el lienzo del Prado.
Pedro de Toledo tenía el ciclo en su residencia madrileña, que se ubicaba en el solar en el que en el siglo XVIII el VIII marqués, José Fadrique Álvarez de Toledo, construyó el actual Palacio de los marqueses de Villafranca del Bierzo, hoy sede de la Real Academia de Ingeniería. En él albergaba un gran número de obras del «Procachin», que aunque podría referirse a sus hermanos Camillo o Carlo Antonio, se cree que eran de mano de Giulio Cesare. Concretamente, en la galería se encontraban «Doce cuadros Grandes de la vida de Nuestra Señora del Procachin» y «Siete cuadros Grandes de la vida de San Carlos del Procachin», y en el salón «Treçe cuadros grandes de la Pasión de Nuestro Señor del Procachin» (entre ellos este), «Otro cuadro grande del nascimento de Nuestro Segnor del Procachin», «Otro de la adoración de los macies del tamaño de los de arriba y de la misma mano», «Otro de la dispota con los dotores en el templo de la misma mano y del tamaño de los de atrás» y «Otro de la misma mano y del tamaño di los de atrás de dos niños en el suelo y dos en el ayre».
En 2013 el cuadro fue adquirido, por setecientos mil euros, por el Ministerio de Educación, Cultura y Deporte, que lo adscribió al Museo del Prado.